# Česká baseballová extraliga 2009
Českou baseballovou extraligu v sezoně 2009 vyhráli Draci Brno, bylo to již patnácté vítězství tohoto týmu v nejvyšší české baseballové ligové soutěži v řadě. Patriots Liberec a Tempo Titans Praha, kteří skončili na posledních dvou místech, hráli baráž, v níž svým soupeřům podlehli, v další sezóně je tak nahradily týmy Hroši Brno a Kotlářka Praha. 

## Konečné pořadí
| Poř. | Tým                |
| ---- | ------------------ |
| 1.   | Draci Brno         |
| 2.   | Arrows Ostrava     |
| 3.   | Technika Brno      |
| 4.   | Skokani Olomouc    |
| 5.   | Eagles Praha       |
| 6.   | MZLU Express Brno  |
| 7.   | Patriots Liberec   |
| 8.   | Tempo Titans Praha |

## Základní část
Konečná tabulka po základní části
| Poř. | Tým                | Záp. | V  | P  | Skóre   | Body |
| ---- | ------------------ | ---- | -- | -- | ------- | ---- |
| 1.   | Draci Brno         | 34   | 30 | 4  | 339:111 | 882  |
| 2.   | Technika Brno      | 35   | 25 | 10 | 262:146 | 714  |
| 3.   | Arrows Ostrava     | 34   | 19 | 15 | 177:166 | 559  |
| 4.   | Eagles Praha       | 35   | 18 | 17 | 191:181 | 514  |
| 5.   | Skokani Olomouc    | 35   | 16 | 19 | 223:271 | 457  |
| 6.   | MZLU Express Brno  | 35   | 15 | 20 | 148:177 | 429  |
| 7.   | Patriots Liberec   | 35   | 10 | 25 | 153:269 | 286  |
| 8.   | Tempo Titans Praha | 35   | 6  | 29 | 153:325 | 171  |

## Play-off
Hrálo se na tři vítězná utkání. 

Čtvrtfinále
- Arrows Ostrava – MZLU Express Brno 3:2 (0:1, 5:4, 3:9, 4:3, 7:6)
- Eagles Praha – Skokani Olomouc 1:3 (10:0, 1:7, 0:4, 0:4)

Semifinále
- Draci Brno – Skokani Olomouc 3:0 (12:0, 12:0, 5:2)
- Technika Brno – Arrows Ostrava 2:3 (9:1, 7:8, 6:7, 5:2, 0:2)

Finále
- Draci Brno – Arrows Ostrava 3:0 (1:0, 7:4, 8:3)

## Baráž o extraligu
- Patriots Liberec – Kotlářka Praha (druhý nejlepší tým Českomoravské ligy) 0:3 (4:10, 3:6, 5:8)
- Tempo Titans Praha – Hroši Brno (vítězové Českomoravské ligy) 1:3 (8:7, 2:12, 5:16, 10:12)